# Jerzy Korolec

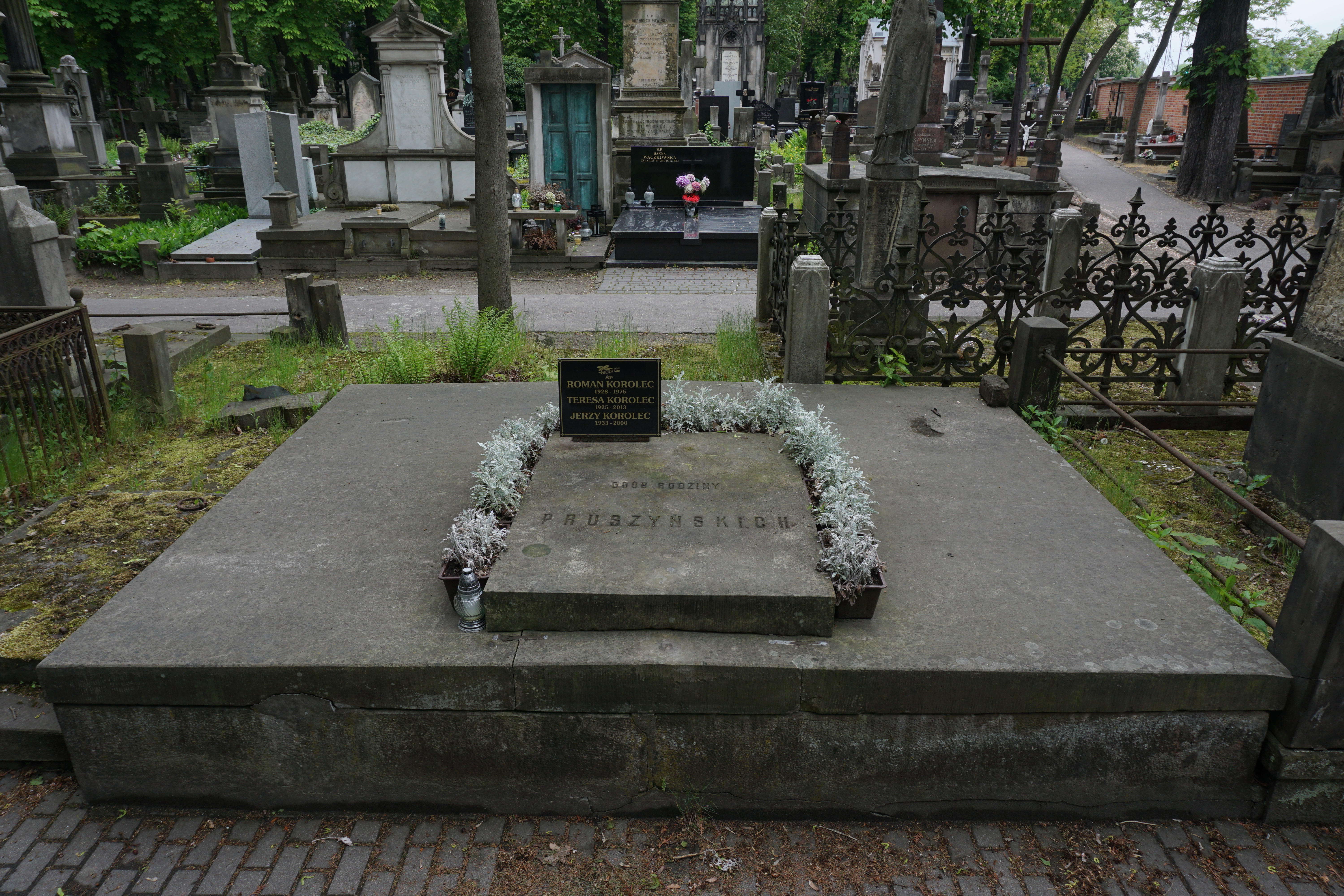
Grób Jerzego Korolca na cmentarzu Powązkowskim

Jerzy Bartłomiej Korolec (ur. 24 sierpnia 1933 w Warszawie, zm. 29 sierpnia 2000 tamże) – polski historyk, filozof, profesor, ambasador RP w Słowacji (1993–1997).

## Życiorys
Ukończył VI Liceum Ogólnokształcące im. Tadeusza Reytana w Warszawie (1950). Absolwent studiów filozoficznych oraz historycznych na Uniwersytecie Marii Curie-Skłodowskiej w Lublinie. Przez całe zawodowe życie związany z Instytutem Filozofii i Socjologii Polskiej Akademii Nauk, gdzie był profesorem i, od 1991, kierownikiem Zakładu Historii Filozofii Starożytnej i Średniowiecznej. Jeden z pierwszym wypromowanych w tym instytucie doktorów (rozprawa „Compendium divinorum” Heimeryka de Campo w rkp. BJ 965, 1962). W 1973 habilitował się na podstawie książki Filozofia moralna Jana Burydana. Paryski wzór krakowskich dysput z zakresu „Etyki” w pierwszej połowie XV wieku. W 1984 uzyskał tytuł profesora nadzwyczajnego, a w 1991 profesora zwyczajnego.
Był założycielem i długoletnim redaktorem naczelnym „Mediaevalia Philosophica Polonorum”, a także „Materiałów i Studiów Zakładu Historii Starożytnej i Średniowiecznej”. Prowadził badania naukowe nad rękopisami średniowiecznymi w Czechach oraz w Bibliotece Jagiellońskiej. Przebywał na stażach naukowych we Francji, Belgii, Niemczech oraz Pradze. Utrzymywał kontakty z paryskim Institut de recherche et d'histoire des textes.
Dorobek naukowy Jerzego Korolca liczy ponad 70 pozycji bibliograficznych poświęconych głównie filozofii późnego średniowiecza oraz edycji tekstów z tego okresu. Napisał monografie poświęcone myślicielom Pragi i Krakowa z XIV i XV wieku oraz rękopisom powstałym w ich kręgu. Był jednym z pionierów badań nad myślą tego okresu w Polsce i Czechach. Główne jego zainteresowania badawcze koncentrowały się wokół rękopisów zawierających komentarze do pism Arystotelesa.
Od 1991 do 1997 kierował polską placówką dyplomatyczną w Bratysławie, najpierw jako konsul generalny, a od 1 stycznia 1993, po podziale Czechosłowacji, jako ambasador RP w Słowacji.
Odznaczony Orderem Podwójnego Białego Krzyża II klasy (1997) oraz Krzyżem Kawalerskim Orderu Odrodzenia Polski za wybitne zasługi w służbie dyplomatycznej (1997).
Ojciec czwórki dzieci, w tym Marcina Korolca. Pochowany na cmentarzu Powązkowskim w Warszawie (kwatera 19-5-4/5/6).